# Phyllanthus strobilaceus
Phyllanthus strobilaceus är en emblikaväxtart som beskrevs av Eugene Jablonszky. Phyllanthus strobilaceus ingår i släktet Phyllanthus och familjen emblikaväxter. Inga underarter finns listade i Catalogue of Life.